# Ішмухаметов Ахмадула Хозейович
Ахмадула Хозейович Ішмухаметов (тат. Әхмәдулла Ишмөхәммәтов; нар. 7 листопада 1919 — пом. 16 квітня 1952) — радянський військовик часів Другої світової війни, командир 1-го мотострілецького батальйону 29-ї гвардійської мотострілецької бригади 10-го гвардійського танкового корпусу (4-а танкова армія), гвардії майор. Герой Радянського Союзу (1944).

## Життєпис
Народився 7 листопада 1919 року в місті Лисьва, нині Пермського краю Росії, в родині робітника. Татарин. Закінчив 8 класів школи і школу рахівників. Працював інспектором-ревізором при Держконтролі Свердловської області.
До лав РСЧА призваний Лисьвинським РВК Молотовської області в серпні 1939 року. У 1941 році закінчив Новосибірське військове піхотне училище.
Учасник німецько-радянської війни з 24 червня 1941 року. Воював на Західному, Калінінському, Брянському, 1-у Українському, 1-у Прибалтійському і 1-у Білоруському фронтах. Пройшов шлях від командира стрілецького взводу до заступника командира полку. Тричі був поранений, одного разу контужений.
Особливо командир 1-го мотострілецького батальйону 29-ї гвардійської мотострілецької бригади гвардії майор А. Ішмухаметов відзначився 21—23 липня 1944 року в боях за місто Львів. Бійці його батальйону в складі передового загону першими увірвалися в місто. За підтримки танків мотострільці прорвались до центра Львова, знищуючи на своєму шляху солдатів супротивника, що засіли на дахах і у підвалах. За три дні боїв бійці батальйону знищили з протитанкових рушниць і гранатами 6 «Пантер», 3 «Тигри», 4 гармати і 10 кулеметів. Також знищено понад 300 і взято в полон близько 100 солдатів і офіцерів ворога. Гвардії майор А. Іштухаметов, будучи пораненим у голову, продовжував командувати батальйоном до повного очищення міста від нацистів.
Закінчив війну на посаді заступника командира 283-го гвардійського стрілецького полку зі стройової частини 94-ї гвардійської стрілецької дивізії.
З 1945 року — в запасі. Жив і працював у Свердловську (нині Єкатеринбург), деякий час був директором жиркомбінату. У 1950 році вздуге призваний до лав ЗС СРСР, обіймав посаду заступника військового комісара Верхньопишминського РВК Свердловської області.
Помер 16 квітня 1952 року. Похований на Івановському цвинтарі Єкатеринбурга.

## Нагороди
Указом Президії Верховної Ради СРСР від 23 вересня 1944 року за зразкове виконання бойових завдань командування на фронті боротьби з німецькими загарбниками та виявлені при цьому відвагу і героїзм, гвардії майору Ішмухаметову Ахмадулі Хозейовичу присвоєне звання Героя Радянського Союзу з врученням ордена Леніна і медалі «Золота Зірка» (№ 4428).
Також був нагороджений трьома орденами Червоного Прапора (02.10.1943, 15.08.1944, 07.06.1945) і медалями.